# Контекстна реклама
Контéкстна реклáма (англ. content-targeted advertising) — принцип розміщення реклами, коли реклама орієнтується на зміст інтернет-сторінки вручну або автоматично, може бути у вигляді банера чи текстового оголошення. Наприклад, на сайті, присвяченому мотоциклам, контекстна реклама пов'язуватиметься з мотоциклами та мотоциклістами. Принцип контекстної реклами характерний також для друкованих ЗМІ, де відповідно до змісту матеріалів чи тематики видання публікується та чи інша інформація.
Однією із переваг контекстної реклами є геотаргетинг (англ. geotargeting), можливість обирати географію показу сторінок. Також застосовуються рамкові обмеження за часом показу.

## Пошукова реклама
Окремий тип контекстної реклами — пошукова реклама, розміщується у пошукових системах. Коли користувачі здійснюють пошук у пошуковиках за одним із ключових слів, оголошення може з'являтись поруч із результатами пошуку. Таким чином привертається увага аудиторії, яка вже зацікавлена в тому, що пропонує рекламодавець.
За розміщенням на сторінці розрізняють на:
- бокове розміщення — ліворуч або праворуч від результатів пошуку;
- спец-розташування — над результатами пошуку.

Одна з особливостей пошукової реклами — самостійно назначати ціну «за клік». Чим менше ми оплачуємо клік, тим нижче в боковому розміщенні вона знаходитиметься. При чому, кількість позиції на першій сторінці пошуку, при великій конкуренції, може обмежуватись до 5-7 позиції, наступні оголошення розташовуватимуться на додаткових сторінках.
Запити в пошукачах та система блоків контекстної реклами на інших сайтів пов'язані між собою. Певний час вона показуватиме на сторонніх сторінках оголошення відповідні до недавніх пошукових запитів.

## Контекстна реклама на інтернет-сторінках
У випадку з текстовою рекламою, контекстна реклама розміщується блоками. При високій конкуренції на ключові слова, до прикладу — пластикові вікна, Photoshop, блоки можуть прокручуватись в ручну користувачами. Ціна тих оголошень, що розташовуватимуться на другій сторінці блоку, буде нижчою.

## Провайдери контекстної реклами
- Google Ads
- Яндекс.Директ
- Yahoo! Publisher Network
- Microsoft adCenter

Основна модель сплачування за послуги контекстної реклами називається PPC (Pay per Click — з англ. плати за клік) або CPC (Cost per Click — з англ. Плата за клік). З рахунку списуються кошти щоразу, коли клієнт переходить на сторінку рекламодавця по контекстній рекламі. Цю модель використовують всі популярні провайдери. При чому, у системі Begun абревіатура PPC означає «сплата за дзвінок», можливо налаштувати так систему, що зніматимуть кошти лише у випадку телефонного дзвінка від клієнта.
Ціна за клік на те чи інше ключове слово визначається в залежності від статистичної кількості запитів у пошуковій системі та конкуренції серед рекламодавців.

## Ефективність контекстної реклами
Ефективність контекстної реклами визначається рейтингом кліків (CTR) і вимірюється в відсотках. Це важливий параметр в формуванні ціни кліка.
Системі контекстної реклами вигідно показувати оголошення з найбільшим CTR, чим вищий CTR, тим більше людей клікає на оголошення і служба контекстної реклами заробляє більше коштів. Якщо в кількох оголошень визначена однакова ціна за клік, то система покаже вище те оголошення, в котрого вище CTR.

## Причини зниження ефективності контекстної реклами
Рекламодавець повинен звертати увагу на релевантність реклами, тобто відповідність запитів потенційних клієнтів, на котрі він розраховує до змісту його вебсторінки на котру переходитиме клієнт. Якщо клієнт, перейшовши по рекламному оголошенню швидко не натрапить на потрібну йому інформацію про товар чи послугу, то велика ймовірність, що він не витрачатиме час на дослідження, а перейде до наступного оголошення.
В певній мірі знижує ефективність контекстної реклами проблема клікфродів (обманні кліки), яка починаючи з 2011—2012 років дедалі більше турбує рекламодавців. На 2016 рік розроблено методи виявлення клікфродів, хоча 100 % ефективної системи боротьби з обманними кліками і досі не існує.